# ダンテ・マーティン
ダンテ・マーティン（Dante Martin, 2001年3月3日 - ）は、アメリカ合衆国ミネソタ州セントポール出身のプロレスラー。AEW所属。兄のダリアス・マーティンも同じくAEW所属のプロレスラー。

## 経歴

### キャリア初期
兄のダリアス・マーティンと共にケン・アンダーソンのもとでトレーニングを行い、2016年にダンテとの兄弟タッグチーム「トップ・フライト」でデビュー。当初は覆面レスラーとして活動していた。

### AEW / ROH
2020年10月27日にAEWに初登場。11月18日のAEWダイナマイトにてタッグマッチでヤング・バックスに敗れた。同月23日、AEWと正式に契約したことが発表された。
2021年2月にダリアスが前十字靱帯を損傷して離脱。しばらくの間単独で戦うことになり、ケニー・オメガやマラカイ・ブラック、マット・サイダルらと対戦した。
2022年11月13日にダリアスが復帰し、FTRの持つROH世界タッグ王座に挑戦したが、敗れた。16日にはARフォックスを加えてAEW世界トリオ王座に挑戦したが、敗れた。12月10日にはROHに初登場し、タッグマッチでマット・ターバン、マイク・ベネットに勝利した。12月23日にはダリアス、ARフォックスと共にトリオチームによるバトルロイヤルに出場して優勝し、賞金30万ドルを獲得した。　
その後はザ・ブラックプール・コンバット・クラブ（BCC）と抗争を繰り広げ、2023年1月16日にはトリプルスレットのタッグマッチで勝利したが、4月に足を負傷して長期離脱。11月に復帰した。

## 獲得タイトル
AEW
- カジノ・トリオズロイヤル優勝：1回（2022年）

w / ダリアス・マーティン、ARフォックス
アメリカン・レスリング・フェデレーション
- AWF王座：1回
- AWFテレビ王座：1回
- AWFテレビ王座トーナメント優勝：1回（2020年）

カナディアン・レスリング・エリート
- CWEジュニアヘビー級王座：1回

グローリー・プロレスルジェンス
- グローリー・プロレスルジェンス王座：1回

グローリー・プロレスリング
- ユナイテッド・グローリータッグチーム王座

w / エア・ウルフ
インディペンデント・レスリング・インターナショナル
- IWIタッグチーム王座：1回

w / エア・ウルフ
プロレスリング・バトルグラウンド
- PWBバトルグラウンド王座：1回